# Mennyből az angyal (album)
A Mennyből az angyal – versek és dalok 56-ról Jenei Szilveszter (az Illés, később a Kormorán együttesek gitárosa) szerkesztésében 2002-ben megjelent műsoros CD, mely színészek által elmondott, vagy megzenésített dalokat tartalmaz az '56-os forradalomról.
A lemez audio- és adat-CD egyben, a hangsávokon kívül két Microsoft Word dokumentumot is tartalmaz, a versek szerzőinek életrajzait (ezeket az Új magyar irodalmi lexikonból vették át), illetve a versek szövegét. A címadó szám Márai Sándor azonos című versének a Jenei Szilveszter által megzenésített változata, Varga Miklós, illetve az archív felvételről „közreműködő” Sinkovits Imre előadásában, amelyet először az 1956: Aki magyar… című rockopera részeként adtak elő.

## Közreműködők
A közreműködő színészek: Bács Ferenc, Farkasinszky Edit, Gesztesi Károly, Koncz Gábor, Oberfrank Pál, Raksányi Gellért, Szirtes Ági. A közreműködő énekesek: Balogh Márton, Gerdesits Ferenc, Janovszky Zsolt, Jenei Szilveszter, Makrai Pál, Szendrei Zsuzsanna, Varga Miklós. A közreműködő zenészek: Gáspár Álmos, Jenei Orsolya, Jenei Szilveszter, Koltay Gergely, Margit József, Szabó Csilla, Tóth Renáta.

## Tartalom
1. Mennyből az angyal (Márai Sándor)
2. Három diák (ismeretlen)
3. Olthatatlan tűz (Kassák Lajos)
4. Otthon ne (Zas Lóránt)
5. Szózat a sírból (Füst Milán)
6. Véreim, daloljunk (Obersovszky Gyula)
7. Keleti szél (Kannás Alajos)
8. Csoportkép (Csoóri Sándor)
9. Glória (Kannás Alajos)
10. Novemberben (Zas Lóránt)
11. Túléltem (Vitéz György)
12. Eljegyeztem magam a halállal (Obersovszky Gyula)
13. Kik vagytok ti (Obersovszky Gyula)
14. Ezerkilencszázötvenhat, te csillag (Faludy György)
15. Tankparádé (Képes Géza)
16. Halottak napja (Tamási Zsolt)
17. Piros vér a pesti utcán (Tamás Lajos)
18. Csillagok ülnek (Obersovszky Gyula)
19. A Szilveszter-éj rámterül (Obersovszky Gyula)
20. Egy mondat a zsarnokságról (Illyés Gyula)
21. Angyal Pista balladája (Balaskó Jenő)
22. Verje meg az Isten! (ismeretlen)
23. Ének 56 karácsonyán (Sinka István)
24. Októberi halott (Fáy Ferenc)
25. Ember és magyar (Dutka Ákos)
26. Budapest, 1956. Karácsony (Somlyó György)
27. Pohárköszöntő (Utassy József)
28. Krónika, december, 1956 (Lezsák Sándor)
29. Cellám nyitott ablakán (Obersovszky Gyula)
30. Arccal a földnek (Bella István)
31. Mikor a rózsák nyílni kezdenek (Vas István)

## Külső hivatkozások
- A lemez az Artisjus honlapján
- Jenei Szilveszter önéletrajza (Artisjus.hu)